# Autoceļš A3
Autoceļš A3 ist eine zu Lettlands Staatsstraßen gehörende „Staatliche Hauptstraße“ (lett.: Valsts galvenie Autoceļi). Sie führt von Inčukalns nach Valka und dann weiter zur Grenze mit Estland, wo sie auf die in nördliche Richtung führenden Straßen Põhimaantee 3 und Põhimaantee 6 trifft. Die A3 ist ein Teil der Europastraße 264.
Die Gesamtlänge beträgt 122 Kilometer. Die Straße führt durch den landschaftlichen Nationalpark Gauja. Der Streckenverlauf führt außerdem um die Stadt Valmiera herum, die zu den größten Städten Lettlands zählt. Die A3 ist auf ihrer Gesamtlänge mit einer Fahrbahn und zwei Fahrstreifen ausgebaut. Zwar gibt es keine Pläne, die A3 zur autobahnähnlichen Straße auszubauen, jedoch wird die Hälfte der Straße 2012 modernisiert. Die Höchstgeschwindigkeit beträgt 90 km/h. Die durchschnittliche Verkehrsstärke beträgt 4682 Fahrzeuge pro Tag im Jahr 2010.

## Wichtige Ortschaften entlang der Strecke
- Inčukalns
- Ragana
- Stalbe
- Kocēni
- Valmiera
- Strenči
- Valka